# Monte submarino

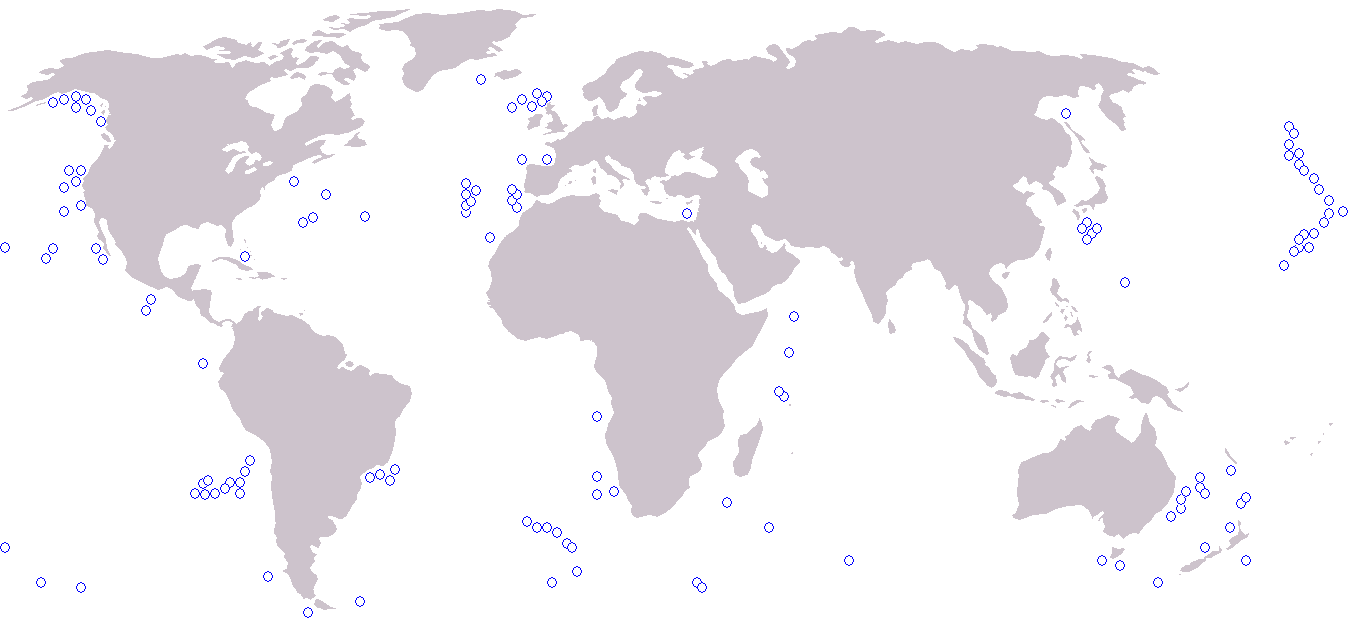
Os locais no mundo com mais montes submarinos.

Um monte submarino é uma montanha que se eleva do fundo do oceano sem atingir a sua superfície, isto é sem atingir o nível médio do mar. Essas projeções submarinas têm forma circular ou elíptica, mais de 1 quilômetro de altura e inclinação íngreme entre 20° e 25°. Como norma, os oceanógrafos apenas consideram como montes submarinos as elevações que atingem pelo menos 1000 m acima dos fundos marinhos circundantes. Os montes submarinos podem se apresentar isolados ou em grupos de 10 a 100. Embora muitos se formem e pontos quentes, acredita-se que a maioria dos montes submarinos são vulcões inativos submersos, formados em centros de expansão, que se elevam abruptamente acima dos fundos circunvizinhos a partir de profundidades da ordem dos 1000 m a 4000 m abaixo da superfície das águas. Apesar da sua grande altura, os cumes dos montes submarinos podem situar-se a profundidades que vão de alguns metros (constituindo recifes ou bancos submarinos) até alguns milhares de metros abaixo do nível médio das águas (constituindo nesse caso parte do oceano profundo). Estima-se que existam mais de 30 000 montes submarinos no oceano global, tendo apenas sido explorados algumas centenas.
Essas montanhas submarinas são um ambiente completamente favorável para a vivência de vários animais bentônicos como espécies de corais, esponjas, crustáceos, entre outras, por oferecer uma superfície rígida, pra fixação, abrigo e alimento para comunidade que vivem lá. Em uma expedição inédita de mapeamento do fundo oceânico, realizada pelo Schmidt Ocean Institute, ocorreu no sudeste do Oceano Pacífico, na qual foram mapeados 52.777 quilômetros quadrados do fundo do mar, assim descobrindo quatro montes submarinos. Nessa mesma expedição foi-se descoberto mais de 100 espécies de animais marinhos.
Guyots são montes submarinos que antigamente se encontravam perto da superfície do mar ou a alcançavam. Geralmente, ocorrem na região centro-oeste do Pacífico. O topo achatado sugere que sofreram erosão das ondas quando se encontravam próximo do nível do mar. Como os montes submarinos, os guyots se formaram à medida que o assoalho se expandia e resfriava. 